# Trey Fanjoy
Trey Fanjoy é uma diretora de vídeos musicais. Já dirigiu mais de 150 clipes.

## Vídeos dirigidos
| Ano  | Vídeo                                                           | Artista                            |
| ---- | --------------------------------------------------------------- | ---------------------------------- |
| 1997 | "Heart Hold On"                                                 | The Buffalo Club                   |
| 1998 | "Over My Shoulder"                                              | John Berry                         |
| 1998 | "Better Than a Biscuit"                                         | John Berry                         |
| 1998 | "What Am I Gonna Do (With All This Love)"                       | Seminole                           |
| 1998 | "She Don't Believe in Fairy Tales"                              | Jon Randall                        |
| 1998 | "Slow Down"                                                     | Mark Nesler                        |
| 1999 | "Amazed"                                                        | Lonestar                           |
| 1999 | "You Go First (Do You Wanna Kiss)"                              | Jessica Andrews                    |
| 1999 | "How Much Longer"                                               | Sisters Wade                       |
| 1999 | "How Many Days"                                                 | Jack Ingram                        |
| 1999 | "Power Windows"                                                 | John Berry                         |
| 1999 | "Smile"                                                         | Lonestar                           |
| 2000 | "Your Everything"                                               | Keith Urban                        |
| 2000 | "Prayin' for Daylight"                                          | Rascal Flatts                      |
| 2000 | "Askin' Too Much"                                               | Tamara Walker                      |
| 2000 | "Change"                                                        | Sons of the Desert                 |
| 2000 | "One Voice"                                                     | Billy Gilman                       |
| 2000 | "Beauty's in the Eye of the Beerholder"                         | Chuck Wagon and the Wheels         |
| 2000 | "Send Down an Angel"                                            | Allison Moorer                     |
| 2000 | "Kiss This"                                                     | Aaron Tippin                       |
| 2000 | "Everybody's Gotta Grow Up Sometime"                            | Sons of the Desert                 |
| 2000 | "Didn't We Love"                                                | Tamara Walker                      |
| 2000 | "So What"                                                       | Tammy Cochran                      |
| 2000 | "But for the Grace of God"                                      | Keith Urban                        |
| 2000 | "Oklahoma"                                                      | Billy Gilman                       |
| 2000 | "A Good Day to Run"                                             | Darryl Worley                      |
| 2000 | "This Everyday Love"                                            | Rascal Flatts                      |
| 2000 | "People Like Us"                                                | Aaron Tippin                       |
| 2001 | "The Last Thing on My Mind"                                     | Patty Loveless                     |
| 2001 | "I Want You Bad"                                                | Charlie Robison                    |
| 2001 | "Ain't Nothing 'bout You"                                       | Brooks & Dunn                      |
| 2001 | "When I Think About Angels"                                     | Jamie O'Neal                       |
| 2001 | "Never Love You Enough"                                         | Chely Wright                       |
| 2001 | "Loving Every Minute"                                           | Mark Wills                         |
| 2001 | "Life Is Good"                                                  | Jacob Young                        |
| 2001 | "Right Man for the Job"                                         | Charlie Robison                    |
| 2001 | "Whole Again"                                                   | Atomic Kitten                      |
| 2001 | "Where the Stars and Stripes and the Eagle Fly"                 | Aaron Tippin                       |
| 2001 | "I Cry"                                                         | Tammy Cochran                      |
| 2001 | "I Always Liked That Best"                                      | Cyndi Thomson                      |
| 2001 | "Jezebel"                                                       | Chely Wright                       |
| 2002 | "Help Me Understand"                                            | Trace Adkins                       |
| 2002 | "Some Dreams"                                                   | Steve Earle                        |
| 2002 | "Don't Waste My Time"                                           | Little Big Town                    |
| 2002 | "I'm Gone"                                                      | Cyndi Thomson                      |
| 2002 | "One Thing"                                                     | Jack Ingram                        |
| 2002 | "Fall into Me"                                                  | Emerson Drive                      |
| 2002 | "Everything Changes"                                            | Little Big Town                    |
| 2002 | "Somebody Like You"                                             | Keith Urban                        |
| 2002 | "Beautiful Goodbye"                                             | Jennifer Hanson                    |
| 2002 | "Brokenheartsville"                                             | Joe Nichols                        |
| 2002 | "So Wrong"                                                      | Pam Tillis                         |
| 2002 | "Raining on Sunday"                                             | Keith Urban                        |
| 2003 | "Speed"                                                         | Montgomery Gentry                  |
| 2003 | "Stay Gone"                                                     | Jimmy Wayne                        |
| 2003 | "Don't Come the Cowboy with Me, Sonny Jim!" (with Traci Goudie) | Kelly Willis                       |
| 2003 | "My Front Porch Looking In"                                     | Lonestar                           |
| 2003 | "This Far Gone"                                                 | Jennifer Hanson                    |
| 2003 | "When You Come Around"                                          | Deric Ruttan                       |
| 2003 | "Athens Grease"                                                 | Phil Vassar                        |
| 2003 | "Good Time"                                                     | Jessica Andrews                    |
| 2003 | "It's Five O'Clock Somewhere"                                   | Alan Jackson with Jimmy Buffett    |
| 2003 | "Hell Yeah"                                                     | Montgomery Gentry                  |
| 2003 | "I Love You This Much"                                          | Jimmy Wayne                        |
| 2003 | "Jolene"                                                        | Mindy Smith with Dolly Parton      |
| 2003 | "Remember When"                                                 | Alan Jackson                       |
| 2003 | "Heaven Help Me"                                                | Wynonna Judd                       |
| 2003 | "Teacher's Pet"                                                 | Christy Carlson Romano             |
| 2004 | "100 Years"                                                     | Five for Fighting                  |
| 2004 | "Last One Standing"                                             | Emerson Drive                      |
| 2004 | "I Can't Sleep"                                                 | Clay Walker                        |
| 2004 | "Welcome Home"                                                  | Dolly Parton                       |
| 2004 | "If You Ever Stop Loving Me"                                    | Montgomery Gentry                  |
| 2004 | "Somebody"                                                      | Reba McEntire                      |
| 2004 | "Back of the Bottom Drawer"                                     | Chely Wright                       |
| 2004 | "Miss Being Mrs."                                               | Loretta Lynn                       |
| 2004 | "How Far"                                                       | Martina McBride                    |
| 2004 | "If Nobody Believed in You"                                     | Joe Nichols                        |
| 2004 | "It's All How You Look at It"                                   | Tracy Lawrence                     |
| 2004 | "Hey Good Lookin'" (with Stan Kellam)                           | Jimmy Buffett and Friends          |
| 2004 | "Rescue"                                                        | Uncle Kracker                      |
| 2004 | "Getaway Car"                                                   | The Jenkins                        |
| 2004 | "He Gets That from Me"                                          | Reba McEntire                      |
| 2004 | "Me and Charlie Talking"                                        | Miranda Lambert                    |
| 2004 | "Trip Around the Sun"                                           | Jimmy Buffett with Martina McBride |
| 2004 | "Nothin' to Lose"                                               | Josh Gracin                        |
| 2004 | "You're My Better Half"                                         | Keith Urban                        |
| 2004 | "I May Hate Myself in the Morning"                              | Lee Ann Womack                     |
| 2005 | "Don't Worry 'bout a Thing"                                     | SHeDAISY                           |
| 2005 | "Baby Won't You Come Home"                                      | Jon Randall                        |
| 2005 | "Tiny Town"                                                     | Shelly Fairchild                   |
| 2005 | "Somebody's Hero"                                               | Jamie O'Neal                       |
| 2005 | "Something Like a Broken Heart"                                 | Hanna–McEuen                       |
| 2005 | "Cowgirls"                                                      | Kerry Harvick                      |
| 2005 | "Stay with Me (Brass Bed)"                                      | Josh Gracin                        |
| 2005 | "Arlington"                                                     | Trace Adkins                       |
| 2005 | "You're Like Coming Home"                                       | Lonestar                           |
| 2005 | "Nobody Gonna Tell Me What to Do"                               | Van Zant                           |
| 2005 | "She Didn't Have Time"                                          | Terri Clark                        |
| 2005 | "Kerosene"                                                      | Miranda Lambert                    |
| 2005 | "XXL"                                                           | Keith Anderson                     |
| 2005 | "Fightin' For"                                                  | Cross Canadian Ragweed             |
| 2005 | "Drunker Than Me"                                               | Trent Tomlinson                    |
| 2005 | "I Don't"                                                       | Danielle Peck                      |
| 2006 | "I'm Taking the Wheel"                                          | SHeDAISY                           |
| 2006 | "Lipstick"                                                      | Rockie Lynne                       |
| 2006 | "Love Needs a Holiday"                                          | Reba McEntire                      |
| 2006 | "The Seashores of Old Mexico"                                   | George Strait                      |
| 2006 | "Leave the Pieces"                                              | The Wreckers                       |
| 2006 | "New Strings"                                                   | Miranda Lambert                    |
| 2006 | "Feels Just Like It Should"                                     | Pat Green                          |
| 2006 | "Heartbreaker's Alibi"                                          | Rhonda Vincent with Dolly Parton   |
| 2006 | "Tim McGraw"                                                    | Taylor Swift                       |
| 2006 | "Wait for Me"                                                   | Bob Seger                          |
| 2006 | "Love Is"                                                       | Katrina Elam                       |
| 2006 | "Bama Breeze"                                                   | Jimmy Buffett                      |
| 2006 | "Honky Tonk Woman"                                              | Jerry Lee Lewis with Kid Rock      |
| 2006 | "Some People Change"                                            | Montgomery Gentry                  |
| 2006 | "Dixie Lullaby"                                                 | Pat Green                          |
| 2007 | "Teardrops on My Guitar"                                        | Taylor Swift                       |
| 2007 | "A Different World"                                             | Bucky Covington                    |
| 2007 | "Famous in a Small Town"                                        | Miranda Lambert                    |
| 2007 | "Joyride"                                                       | Jennifer Hanson                    |
| 2007 | "Bad for Me"                                                    | Danielle Peck                      |
| 2007 | "Heaven, Heartache and the Power of Love"                       | Trisha Yearwood                    |
| 2007 | "Our Song"                                                      | Taylor Swift                       |
| 2007 | "It's Good to Be Us"                                            | Bucky Covington                    |
| 2008 | "This Is Me You're Talking To"                                  | Trisha Yearwood                    |
| 2008 | "Stronger Woman"                                                | Jewel                              |
| 2008 | "Picture to Burn"                                               | Taylor Swift                       |
| 2008 | "Trying to Stop Your Leaving"                                   | Dierks Bentley                     |
| 2008 | "That Song in My Head"                                          | Julianne Hough                     |
| 2008 | "Good Time"                                                     | Alan Jackson                       |
| 2008 | "Real Gone"                                                     | Billy Ray Cyrus                    |
| 2008 | "Beautiful Eyes" (with Todd Cassetty)                           | Taylor Swift                       |
| 2008 | "Last Call"                                                     | Lee Ann Womack                     |
| 2008 | "Troubadour"                                                    | George Strait                      |
| 2008 | "Love Story"                                                    | Taylor Swift                       |
| 2008 | "Muddy Water"                                                   | Trace Adkins                       |
| 2009 | "Like a Woman"                                                  | Jamie O'Neal                       |
| 2009 | "Sweet Thing"                                                   | Keith Urban                        |
| 2009 | "White Horse"                                                   | Taylor Swift                       |
| 2009 | "Backwoods Barbie"                                              | Dolly Parton                       |
| 2009 | "Don't Chase Me"                                                | Shea Fisher                        |
| 2009 | "Strange"                                                       | Reba McEntire                      |
| 2009 | "Solitary Thinkin'"                                             | Lee Ann Womack                     |
| 2009 | "Keep On Lovin' You"                                            | Steel Magnolia                     |
| 2009 | "Consider Me Gone"                                              | Reba McEntire                      |
| 2009 | "Tomboy"                                                        | Krista Marie                       |
| 2009 | "The Call"                                                      | Matt Kennon                        |
| 2010 | "I Can't Make It Rain"                                          | Houston County                     |
| 2010 | "Hip to My Heart"                                               | The Band Perry                     |
| 2010 | "American Honey"                                                | Lady Antebellum                    |
| 2010 | "The House That Built Me"                                       | Miranda Lambert                    |
| 2010 | "Only Prettier"                                                 | Miranda Lambert                    |
| 2010 | "Come Back Song"                                                | Darius Rucker                      |
| 2010 | "Who Are You When I'm Not Looking"                              | Blake Shelton                      |
| 2010 | "Gettin' Married"                                               | Joanna Smith                       |
| 2011 | "The Shape I'm In"                                              | Joe Nichols                        |
| 2011 | "This"                                                          | Darius Rucker                      |
| 2011 | "Tomorrow"                                                      | Chris Young                        |
| 2011 | "Honey Bee"                                                     | Blake Shelton                      |
| 2011 | "Just Fishin'"                                                  | Trace Adkins                       |
| 2011 | "Together You and I"                                            | Dolly Parton                       |
| 2011 | "Long Hot Summer"                                               | Keith Urban                        |
| 2011 | "God Gave Me You"                                               | Blake Shelton                      |
| 2011 | "Somebody's Chelsea"                                            | Reba McEntire                      |
| 2012 | "First Kiss"                                                    | Maggie Sajak                       |
| 2012 | "Over You"                                                      | Miranda Lambert                    |
| 2012 | "Party 'Til the Cows Come Home"                                 | Rachele Lynae                      |
| 2012 | "Fastest Girl in Town"                                          | Miranda Lambert                    |
| 2012 | "American Heart"                                                | Faith Hill                         |
| 2013 | "Sure Be Cool If You Did"                                       | Blake Shelton                      |
| 2013 | "Mama's Broken Heart"                                           | Miranda Lambert                    |
| 2013 | "Easy"                                                          | Sheryl Crow                        |
| 2013 | "Boys 'Round Here"                                              | Blake Shelton                      |
| 2013 | "Hush Hush"                                                     | Pistol Annies                      |